# تريفور نيفيل
تريفور نيفيل (بالإنجليزية: Trevor Neville)‏ هو لاعب تايكوندو أمريكي، ولد في 1987.